# 中国人民解放军广东省军区
中国人民解放军广东省军区，是中国人民解放军现属中央军事委员会国防动员部的一个省级军区，管辖范围为广东省。同时接受中共广东省委、广东省人民政府的领导，负责辖区内的民兵、预备役、兵役、动员工作和城市警备等任务。
现辖肇庆、梅州、东莞、阳江、中山、惠州、汕尾、清远、佛山、茂名、湛江、韶关、潮州、揭阳、云浮、河源、江门等军分区和广州、深圳、珠海、汕头警备区。

## 历史

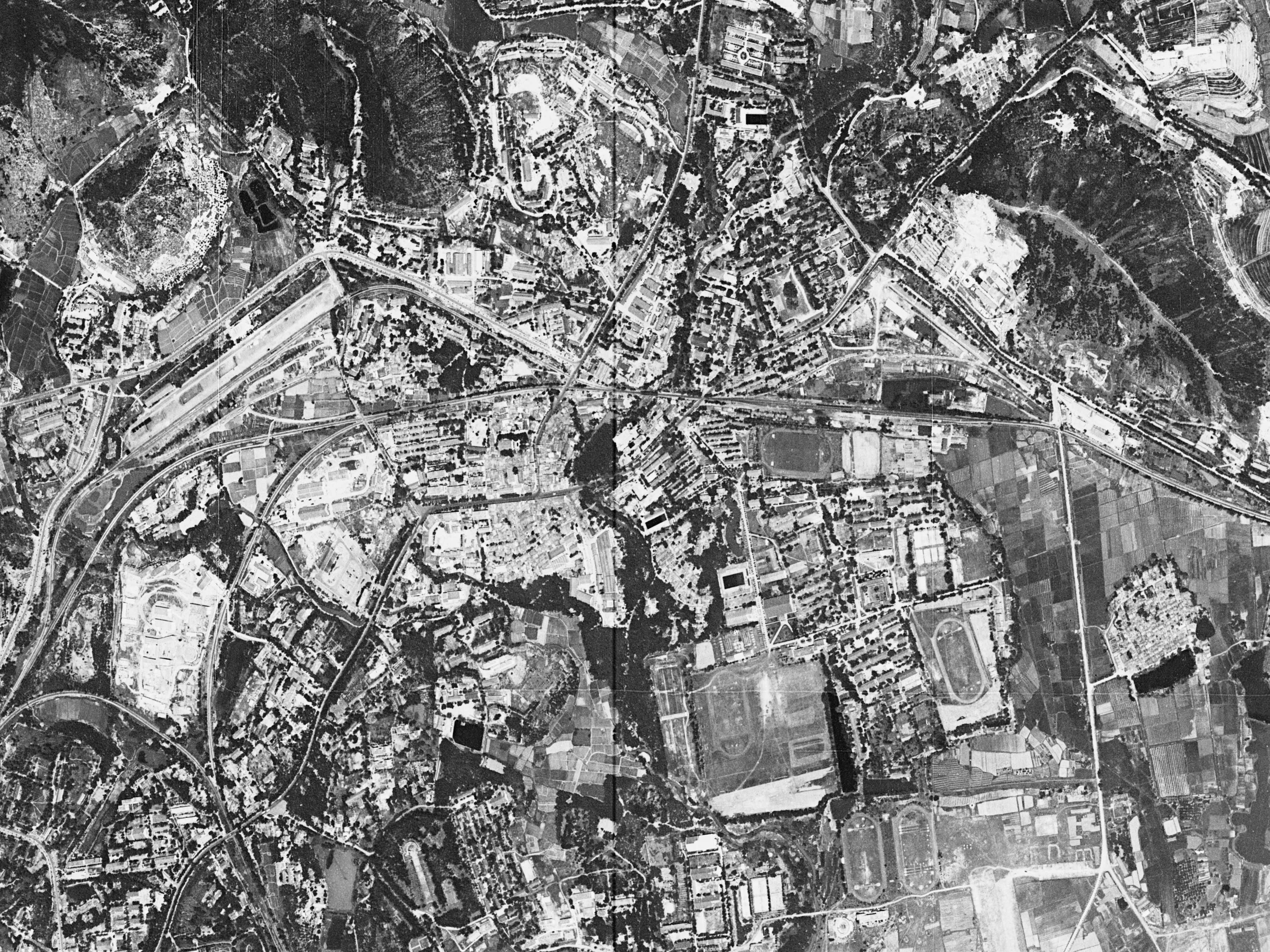
位于广州天河的广东军区附近卫星图（1966年）

1949年11月成立的广东军区，由中国人民解放军第四野战军第15兵团兼任。叶剑英任司令员兼政治委员。1950年7月，改称广东军区兼第15兵团。1951年5月，以广东军区为基础扩编为华南军区，叶剑英任司令员，谭政兼任政治委员。1952年7月，撤销广东军区，组成中南军区广东武装工作部，黄一平任部长。1954年9月，成立中南军区公安部队兼广东军区。1955年7月，改称广东军区公安军司令部，兼广东军区。1956年8月，广东军区与广州军区公安军分开，恢复广东军区。1960年1月，改称广东省军区，隶属广州军区。
2016年在深化国防和军队改革中，广东省军区从中国人民解放军广州军区转隶中央军委国防动员部。

## 历任主官
| 1. 叶剑英（1949年10月－1951年4月） 2. 黄一平（1952年7月－1954年8月） 3. 詹才芳（1954年8月－1955年3月，兼任） 4. 龙书金（1955年3月－1958年1月） 5. 贺东生（1962年3月－1963年3月代理；1963年3月－1964年4月正任） 6. 黄荣海（1964年6月－1969年11月） 7. 阳 震（1969年11月－1970年2月） 8. 张景耀（1970年4月－1978年11月） 9. 苏克之（1978年11月－1980年7月） 10. 郝盛旺（1980年7月－1983年5月） 11. 张巨惠（1983年5月－1992年4月） 12. 温玉柱（1992年4月－2000年9月） 13. 刘国裕（2000年9月－2002年7月） 14. 吕德松（2002年7月－2005年1月） 15. 辛荣国（2005年1月－2011年3月） 16. 刘联华（2011年3月－2013年4月） 17. 盖龙云（2013年4月－2015年1月） 18. 张利明（2015年1月－2021年5月） 19. 周 河（2021年5月－2023年7月） 20. 張 弓(2023年7月-2024年1月） | 1. 叶剑英（1949年10月－1950年7月，兼任） 2. 谭 政（1950年7月－1952年6月，兼任） 3. 陶 铸（1952年6月－1954年7月，兼任） 4. 宋维栻（1957年3月－1963年10月） 5. 陈 德（1963年10月－1975年11月） 6. 熊 飞（1975年11月－1982年8月） 7. 张明远（1983年5月－1985年8月） 8. 修向辉（1985年8月－1989年11月） 9. 张洪远（1989年11月－1994年3月） 10. 刘远节（1994年3月－1998年7月） 11. 黄志忠（1998年8月－2004年3月） 12. 蔡多文（2004年3月－2011年12月） 13. 黄善春（2011年12月－2018年7月） 14. 王守信（2018年7月－） 15. 李军（2024年1月－） |